# Lštění
Lštění är en ort i distriktet Benešov i Tjeckien. Den hade 401 invånare år 2015.